# Jacques Chirac
Jacques René Chirac, poznatiji kao Jacques Chirac (Pariz, 29. studenog 1932. – Pariz, 26. rujna 2019.), francuski državnik. Od 17. svibnja 1995. do 16. svibnja 2007. godine obavljao je dužnost predsjednika Francuske Republike. Njegov prethodnik na mjestu predsjednika Francuske bio je François Mitterrand, a naslijedio ga je Nicolas Sarkozy.

## Politička karijera
Nakon što je pod predsjednikom Georgesom Pompidouom vršio dužnost ministra poljoprivrede, a zatim unutarnjih poslova, postao je premijerom za vrijeme predsjedničkog mandata Valéryja Giscarda d’Estainga te je na ovoj funkciji bio od 1974. do 1976.
Bio je gradonačelnik Pariza od 1977. do 1995. te po drugi put premijer od 1986. do 1988. Tijekom svog drugog premijerskog mandata bio je na čelu desne vlade pod predsjednikom lijeve političke orijentacije (kohabitacija). Chirac je jedina osoba koja je obavljala dužnost predsjednika Vlade Pete Republike u dva navrata.
Godine 1995. izabran je za predsjednika Francuske Republike, imenujući Alaina Juppéa premijerom. Kao predsjednik je, u jednom svom poznatom govoru, službeno priznao odgovornost francuske države za deportaciju Židova sa svog teritorija u koncentracijske logore u razdoblju od 1942. do 1944. Godine 1996. donio je odluku o ukidanju vojnog roka i o profesionalizaciji vojske. Godine 1997. je, nakon prijevremenih parlamentarnih izbora koje je sazvao, bio primoran imenovati socijalista Lionela Jospina premijerom. Godine 2000. je u svojstvu predsjednika Europskog vijeća, zajedno s predsjednikom Stjepanom Mesićem i predsjednikom Europske komisije Romanom Prodijem, predsjedao sastankom na vrhu između Europske unije i Albanije, Bivše Jugoslavenske Republike Makedonije, Hrvatske, Bosne i Hercegovine, Savezne Republike Jugoslavije i Slovenije, ističući europsku perspektivu ovih zemalja. Godine 2002. osvojio je drugi predsjednički mandat koji je obilježilo njegovo protivljenje ratu u Iraku 2003. Za trajanje ovog mandata premijersku funkciju vršili su Jean-Pierre Raffarin i Dominique de Villepin.

## Filantropsko djelovanje
Jacques Chirac je 2008. osnovao Zakladu Chirac koja podupire konkretne aktivnosti koje za cilj imaju sprječavanje sukoba, osiguravanje pristupa vodi i odvodnji, lijekovima i kvalitetnom zdravstvu, borbu protiv deforestacije i dezertifikacije, očuvanje kulturne raznolikosti.
Bio je pokrovitelj projektu Aladin – kulturnom i obrazovnom programu pokrenutom 2009. u svrhu poticanja međusobnog upoznavanja Židova i muslimana te edukacije o holokaustu. 
Njegova supruga Bernadette Chirac predsjednica je Zaklade za pariške i francuske bolnice koja podupire projekte koji omogućavaju poboljšavanje životnih uvjeta hospitalizirane djece i starijih osoba. Ova zaklada svake godine organizira prikupljanje sredstava od šire javnosti u okviru projekta Operacija žutih kovanica (prikupljanje sitnog novca).

## Vanjske poveznice
- Jacques Chirac na stranicama Ureda Predsjednika Francuske Republike
- Zaklada Chirac